# DuckDuckGo
DuckDuckGo là một công ty phần mềm Mỹ tập trung vào quyền riêng tư trực tuyến, với sản phẩm chủ lực của công ty là công cụ truy vấn dữ liệu cùng tên. Công ty được Gabriel Weinberg thành lập vào năm 2008, với các sản phẩm và dịch vụ bao gồm tiện ích mở rộng trình duyệt và trình duyệt web DuckDuckGo. Đây là một công ty tư nhân có trụ sở chính tại Paoli, Pennsylvania, với khoảng 200 nhân viên.
DuckDuckGo nhấn mạnh vào quyền riêng tư trực tuyến với việc không lập hồ sơ người dùng, đồng thời nhấn mạnh việc lấy thông tin từ các nguồn tốt nhất chứ không phải từ đa số các nguồn, tạo ra kết quả tìm kiếm của mình từ chính các website được quần chúng đóng góp như Wikipedia và từ quan hệ đối tác với các công cụ tìm kiếm khác như Yandex, Yahoo! Search, Microsoft Bing và Yummly.

## Lịch sử
DuckDuckGo được Gabriel Weinberg thành lập và ra mắt vào ngày 29 tháng 2 năm 2008 tại Valley Forge, Pennsylvania. Weinberg trước đó đã ra mắt Names Database, một mạng xã hội bị United Online mua lại trong năm 2006 với giá 10 triệu USD và cũng đã không còn hoạt động. Ban đầu DuckDuckGo được Weinberg tự tài trợ cho đến tháng 10 năm 2011, khi sản phẩm được Union Square Ventures và một số nhà đầu tư thiên thần (angel investor) khác tài trợ.
DuckDuckGo chấp nhận quảng cáo nhưng người dùng có thể tắt được. Công cụ tìm kiếm này được viết bằng Perl và chạy trên nginx, FreeBSD và Linux. Ngoài ra, Trisquel, Linux Mint và trình duyệt web Midori đã chuyển sang sử dụng DuckDuckGo làm công cụ tìm kiếm mặc định của họ.
DuckDuckGo được xây dựng chủ yếu từ các API tìm kiếm từ các nhà cung cấp khác nhau. Bởi vì điều này, TechCrunch mô tả các dịch vụ như một công cụ tìm kiếm "lai" (không nguyên gốc).
Vào năm 2010, DuckDuckGo bắt đầu sử dụng quyền riêng tư để tạo sự khác biệt so với các đối thủ cạnh tranh.